# 서산영덕고속도로
서산영덕고속도로(瑞山盈德高速道路, 고속국도 제30호선)는 충청남도 서산시를 기점으로, 경상북도 영덕군을 종점으로 하는 대한민국의 고속도로이다.

## 역사
- 1996년 7월 1일 : 대전광역시 유성구 신성동 ~ 충청남도 당진군 당진읍 구간을 고속국도 제22호선 대전 ~ 당진고속도로(대전 ~ 당진선)로, 충청북도 청원군 남이면 ~ 경상북도 상주시 낙동면 구간을 고속국도 제23호선 청주 ~ 상주고속도로(청주 ~ 상주선)로 지정[1]
- 1997년 4월 24일 : 2003년 12월까지 대전 ~ 당진고속도로 예산 ~ 당진 구간 신설을 위해 충청남도 예산군 응봉면 입침리 ~ 당진군 당진읍 사기소리 27.28km 구간 도로구역 결정[2]
- 1997년 6월 2일 : 2003년 12월까지 대전 ~ 당진고속도로 대전 ~ 서공주 구간 신설을 위해 대전광역시 유성구 자운동 ~ 충청남도 공주시 우성면 신웅리 28.2km 구간 도로구역 결정[3][4]
- 1997년 7월 25일 : 2004년 12월까지 청주 ~ 상주고속도로 청원 ~ 문의 구간 신설을 위해 충청북도 청원군 남이면 척북리 ~ 문의면 마구리 13.4km 구간 도로구역 결정[5]
- 1998년 3월 21일 : 2004년까지 청주 ~ 상주고속도로 회북 ~ 보은 구간 신설을 위해 충청북도 보은군 화북면 ~ 보은읍 8.8km 구간 도로구역 결정[6]
- 1998년 12월 11일 : 2003년 12월까지 대전 ~ 당진고속도로 서공주 ~ 예산 구간 신설을 위해 충청남도 공주시 우성면 신웅리 ~ 예산군 응봉면 입침리 36.1km 구간 도로구역 결정[7]
- 1999년 10월 15일 : 2006년까지 청주 ~ 상주고속도로 신설을 위해 경상북도 상주시 내서면 신촌리 ~ 낙동면 상촌리 18.16km 구간 도로구역 결정[8]
- 2001년 4월 14일 : 2006년까지 청주 ~ 상주고속도로 신설을 위해 충청북도 보은군 보은읍 금굴리 ~ 마로면 수문리와 경상북도 상주시 화서면 지산리 ~ 내서면 신촌리 19.58km 구간 도로구역 결정[9]
- 2001년 8월 21일 : 2006년까지 청주 ~ 상주고속도로 가덕 ~ 화북 구간 신설을 위해 충청북도 청원군 문의면 마구리 ~ 보은군 회북면 건천리 8.607km 구간 도로구역 결정[10]
- 2001년 8월 25일 : 대전 ~ 당진고속도로와 청주 ~ 상주고속도로를 통합해 고속국도 제30호선 당진상주고속도로(당진 ~ 상주선)로 변경.[11]
- 2002년 2월 18일 : 2006년까지 청원 ~ 상주 구간 신설을 위해 충청북도 보은군 마로면 수문리 ~ 경상북도 상주시 화서면 지산리 11km 구간 도로구역 결정[12]
- 2002년 12월 21일 : 2007년까지 회북 나들목 변경을 위해 충청북도 청원군 문의면 마구리 ~ 보은군 회북면 건천리 8.607km 구간 도로구역 변경[13]
- 2005년 3월 26일: 대전 ~ 당진 고속도로 건설 공사 사업시행기간을 2009년 12월로 연기[14]
- 2006년 4월 24일 : 청원 ~ 상주 고속도로 건설 공사 사업시행기간을 2007년 12월로 연기[15]
- 2007년 6월 21일 : 2009년 12월까지 마곡사 나들목 신설을 위해 대전광역시 유성구 자운동 ~ 충청남도 당진군 당진읍 사기소리 91.58km 구간 도로구역 변경[16]
- 2007년 11월 8일 : 청원 분기점 ~ 낙동 분기점 구간 제한속도를 최고 110km/h, 최저 60km/h 로 지정[17]
- 2007년 11월 28일 : 청원 분기점 ~ 낙동 분기점 79.4km 구간 개통[18]
- 2009년 5월 21일 : 2009년 12월까지 북유성 나들목 설계 변경을 위해 충청남도 당진군 당진읍 사기소리 ~ 대전광역시 유성구 자운동 91.58km 구간 도로구역 변경[19]
- 2009년 5월 27일 : 청원 분기점 ~ 낙동 분기점 구간과 당진 분기점 ~ 유성 분기점 구간 제한속도를 최고 110km/h, 최저 60km/h 로 지정[20]
- 2009년 5월 28일 : 마곡사 나들목, 북유성 나들목을 제외한 당진 분기점 ~ 유성 분기점 91.58km 구간 개통[21][22]
- 2009년 8월 27일 : 마곡사 나들목 개통[23]
- 2009년 12월 18일 : 낙동 분기점 ~ 영덕 나들목 구간 (107.6 km) 착공[24]
- 2009년 12월 21일 : 종점을 '경상북도 상주시 낙동면'에서 '경상북도 영덕군 영덕읍'으로 연장. 이에 따라 '당진상주고속도로(당진 ~ 상주선)'에서 당진영덕고속도로(당진 ~ 영덕선)가 됨.[25]
- 2009년 12월 23일 : 북유성 나들목 개통[26]
- 2009년 12월 30일 : 상주 ~ 영덕 구간 상주 분기점, 동상주, 동안동, 영덕 나들목 3개소 신설을 위해 총 4.8km 구간 도로구역 결정[27]
- 2010년 5월 11일 : 상주 ~ 영덕 구간 안동 분기점, 서의성, 북의성, 청송, 영양 나들목 4개소, 의성, 점곡, 청송휴게소 3개소 신설을 위해 경상북도 상주시 낙동면 구잠리 ~ 영덕군 강구면 원직리 103.75km 구간 도로구역 결정[28]
- 2010년 9월 1일 : 청원 분기점 ~ 낙동 분기점 구간과 당진 분기점 ~ 유성 분기점 구간 제한속도를 최고 110km/h, 최저 50km/h 로 지정[29]
- 2010년 12월 28일 : 도로명주소에 당진 분기점부터 영덕 나들목까지 278.65 km 구간을 당진영덕고속도로로 고시[30]
- 2012년 6월 28일 : 낙동 분기점 ~ 상주 분기점 착공
- 2012년 7월 1일 : 북유성 나들목이 남세종 나들목으로, 동공주 나들목이 서세종 나들목으로 명칭 변경[31]
- 2014년 1월 28일 : 2015년 12월까지 상주 ~ 영덕 구간 설계 변경으로 인해 경상북도 상주시 낙동면 구잠리 ~ 영덕군 강구면 원직리 107.6km 구간 도로구역 변경[32]
- 2014년 12월 1일 : 청원 나들목이 남청주 나들목으로, 청원 분기점이 청주 분기점으로 변경, 기존 '청원상주고속도로'로 불리던 구간의 명칭을 청주상주고속도로로 개칭
- 2015년 3월 27일 : 국토교통부고시로 기점을 '충청남도 당진시 사기소동', 종점을 '경상북도 영덕군 영덕읍 남산리'로 명시[33]
- 2016년 9월 1일 : 당진 분기점 ~ 유성 분기점 구간과 청주 분기점 ~ 낙동 분기점 구간 제한속도를 최고 110km/h, 최저 50km/h 로 지정[34]
- 2016년 12월 23일 : 낙동 분기점 ~ 영덕 나들목 111.7km 구간 개통일을 12월 26일로 연기[35]
- 2016년 12월 26일 : 낙동 분기점 ~ 영덕 나들목 111.7km 구간 개통[36]
- 2017년 5월 16일 : 2017년 12월까지 속리산 하이패스 나들목 신설 공사로 인해 충청북도 보은군 마로면 적암리 280m 구간 도로구역 변경[37]
- 2017년 12월 28일 : 청주방향 43.3km 위치 속리산휴게소 내에 구병산 나들목 개통[38]
- 2020년 3월 23일 : 2020년 12월 31일까지 탄부졸음쉼터(영덕 방향) 시설 개량을 위해 충청북도 보은군 탄부면 매화리 840m 구간 도로구역 변경[39]
- 2021년 5월 31일 : 2022년 12월 31일까지 졸음쉼터 설치를 위해 충청북도 보은군 수한면 동정리 180m 구간 도로구역 변경[40]
- 2021년 10월 22일 : 문의 나들목이 문의청남대 나들목으로 변경[41]
- 2021년 12월 14일 : 문의휴게소가 정식 휴게소로 재개장 및 문의청남대휴게소로 변경
- 2022년 2월 7일 : 기점을 '충청남도 당진시 사기소동'에서 '충청남도 서산시 대산읍'으로 변경. 이에 따라 '당진영덕고속도로(당진 ~ 영덕선)'에서 서산영덕고속도로(서산 ~ 영덕선)가 됨.[42]
- 2023년 11월 27일 : 서산 ~ 당진 구간 착공.[43]
- 2024년 12월 10일 : 예산 분기점 개통
- 2025년 3월 24일 ~ 3월 29일: 2025년 3월 대한민국 산불 영향으로 북의성 나들목 ~ 영덕 나들목  구간 차단됨

## 구성
차로수
- 당진 분기점 ~ 회덕 분기점 (유성 분기점 ~ 회덕 분기점 구간은 호남고속도로지선과 중첩), 청주 분기점 ~ 영덕 나들목 (낙동 분기점 ~ 상주 분기점 구간은 영천상주고속도로와 중첩) : 왕복 4차로
- 회덕 분기점 ~ 청주 분기점 (경부고속도로 중첩 구간) : 왕복 8차로

총연장
- 330.8 km

제한속도
- 당진 분기점 ~ 유성 분기점, 청주 분기점 ~ 낙동 분기점 : 최고 110 km/h, 최저 50 km/h
- 호남고속도로지선 중첩 구간 및 경부고속도로 중첩 구간, 낙동 분기점 ~ 영덕 나들목 : 최고 100 km/h, 최저 50 km/h

### 터널
당진 ~ 대전 구간
| 터널 이름 | 소재지                                        | 길이 | 준공 년도 | 비고      |
| --------- | --------------------------------------------- | ---- | --------- | --------- |
| 대흥터널  | 충청남도 예산군 대흥면                        | 556m | 2009년    | 영덕 방면 |
| 대흥터널  | 충청남도 예산군 대흥면                        | 562m | 2009년    | 서산 방면 |
| 차동터널  | 충청남도 예산군 신양면 충청남도 공주시 유구읍 | 363m | 2009년    | 영덕 방면 |
| 차동터널  | 충청남도 예산군 신양면 충청남도 공주시 유구읍 | 315m | 2009년    | 서산 방면 |
| 신영터널  | 충청남도 공주시 유구읍                        | 686m | 2009년    | 영덕 방면 |
| 신영터널  | 충청남도 공주시 유구읍                        | 680m | 2009년    | 서산 방면 |
| 화흥터널  | 충청남도 공주시 유구읍 · 신풍면               | 305m | 2009년    |           |
| 해월터널  | 충청남도 공주시 사곡면                        | 500m | 2009년    | 영덕 방면 |
| 해월터널  | 충청남도 공주시 사곡면                        | 440m | 2009년    | 서산 방면 |
| 호계터널  | 충청남도 공주시 사곡면                        | 562m | 2009년    | 영덕 방면 |
| 호계터널  | 충청남도 공주시 사곡면                        | 550m | 2009년    | 서산 방면 |
| 유성터널  | 대전광역시 유성구 노은동                      | 315m | 2009년    |           |

청주 ~ 상주 구간
| 터널 이름  | 소재지                               | 길이   | 준공 년도 | 비고      |
| ---------- | ------------------------------------ | ------ | --------- | --------- |
| 문의1터널  | 충청북도 청주시 상당구 문의면 마구리 | 421m   | 2007년    | 서산 방면 |
| 문의1터널  | 충청북도 청주시 상당구 문의면 마구리 | 429m   | 2007년    | 영덕 방면 |
| 문의2터널  | 충청북도 청주시 상당구 문의면 마구리 | 128m   | 2007년    | 서산 방면 |
| 문의2터널  | 충청북도 청주시 상당구 문의면 마구리 | 217m   | 2007년    | 영덕 방면 |
| 피반령터널 | 충청북도 청주시 상당구 문의면 마구리 | 2,014m | 2007년    | 서산 방면 |
| 피반령터널 | 충청북도 보은군 회인면 오동리        | 1,952m | 2007년    | 영덕 방면 |
| 회인터널   | 충청북도 보은군 회인면 건천리        | 227m   | 2007년    | 서산 방면 |
| 회인터널   | 충청북도 보은군 회인면 건천리        | 243m   | 2007년    | 영덕 방면 |
| 수리티터널 | 충청북도 보은군 회인면 건천리        | 837m   | 2007년    | 서산 방면 |
| 수리티터널 | 충청북도 보은군 수한면 차정리        | 914m   | 2007년    | 영덕 방면 |
| 수한터널   | 충청북도 보은군 수한면 교암리        | 233m   | 2007년    |           |
| 탄부터널   | 충청북도 보은군 탄부면 고승리        | 239m   | 2007년    |           |
| 화서1터널  | 경상북도 상주시 화서면 신봉리        | 210m   | 2007년    |           |
| 화서2터널  | 경상북도 상주시 화서면 상곡리        | 124m   | 2007년    |           |
| 내서1터널  | 경상북도 상주시 내서면 고곡리        | 141m   | 2007년    |           |
| 내서2터널  | 경상북도 상주시 내서면 고곡리        | 445m   | 2007년    | 서산 방면 |
| 내서2터널  | 경상북도 상주시 내서면 고곡리        | 455m   | 2007년    | 영덕 방면 |
| 내서3터널  | 경상북도 상주시 내서면 능암리        | 508m   | 2007년    | 서산 방면 |
| 내서3터널  | 경상북도 상주시 내서면 능암리        | 498m   | 2007년    | 영덕 방면 |
| 내서4터널  | 경상북도 상주시 외남면 지사리        | 1,340m | 2007년    |           |

상주 ~ 영덕 구간
| 터널 이름  | 소재지                        | 길이   | 준공 년도 | 비고      |
| ---------- | ----------------------------- | ------ | --------- | --------- |
| 나각산터널 | 경상북도 상주시 낙동면 낙동리 | 240m   | 2016년    |           |
| 단밀1터널  | 경상북도 의성군 단밀면 생송리 | 373m   | 2016년    | 서산 방면 |
| 단밀1터널  | 경상북도 의성군 단밀면 생송리 | 393m   | 2016년    | 영덕 방면 |
| 단밀2터널  | 경상북도 의성군 단밀면 생송리 | 421m   | 2016년    | 서산 방면 |
| 단밀2터널  | 경상북도 의성군 단밀면 생송리 | 434m   | 2016년    | 영덕 방면 |
| 단밀3터널  | 경상북도 의성군 단밀면 생송리 | 470m   | 2016년    | 서산 방면 |
| 단밀3터널  | 경상북도 의성군 단밀면 생송리 | 491m   | 2016년    | 영덕 방면 |
| 단밀4터널  | 경상북도 의성군 단밀면 생송리 | 312m   | 2016년    | 서산 방면 |
| 단밀4터널  | 경상북도 의성군 단밀면 생송리 | 350m   | 2016년    | 영덕 방면 |
| 안사1터널  | 경상북도 의성군 안사면 중하리 | 870m   | 2016년    | 서산 방면 |
| 안사1터널  | 경상북도 의성군 안사면 중하리 | 830m   | 2016년    | 영덕 방면 |
| 안사2터널  | 경상북도 의성군 안사면 중하리 | 1,474m | 2016년    | 서산 방면 |
| 안사2터널  | 경상북도 의성군 안평면 금곡리 | 1,467m | 2016년    | 영덕 방면 |
| 안평1터널  | 경상북도 의성군 안평면 삼춘리 | 2,643m | 2016년    | 서산 방면 |
| 안평1터널  | 경상북도 의성군 안평면 삼춘리 | 2,654m | 2016년    | 영덕 방면 |
| 안평2터널  | 경상북도 의성군 안평면 삼춘리 | 395m   | 2016년    | 서산 방면 |
| 안평2터널  | 경상북도 의성군 안평면 삼춘리 | 402m   | 2016년    | 영덕 방면 |
| 안평3터널  | 경상북도 의성군 안평면 삼춘리 | 1,470m | 2016년    | 서산 방면 |
| 안평3터널  | 경상북도 안동시 일직면 평팔리 | 1,420m | 2016년    | 영덕 방면 |
| 단촌1터널  | 경상북도 의성군 단촌면 세촌리 | 800m   | 2016년    | 서산 방면 |
| 단촌1터널  | 경상북도 의성군 단촌면 세촌리 | 718m   | 2016년    | 영덕 방면 |
| 단촌2터널  | 경상북도 의성군 단촌면 관덕리 | 227m   | 2016년    | 서산 방면 |
| 단촌2터널  | 경상북도 의성군 단촌면 관덕리 | 206m   | 2016년    | 영덕 방면 |
| 단촌3터널  | 경상북도 의성군 단촌면 병방리 | 267m   | 2016년    | 서산 방면 |
| 단촌3터널  | 경상북도 의성군 단촌면 병방리 | 262m   | 2016년    | 영덕 방면 |
| 단촌4터널  | 경상북도 의성군 단촌면 병방리 | 1,815m | 2016년    | 서산 방면 |
| 단촌4터널  | 경상북도 의성군 점곡면 사촌리 | 1,763m | 2016년    | 영덕 방면 |
| 옥산터널   | 경상북도 의성군 옥산면 신계리 | 680m   | 2016년    | 서산 방면 |
| 옥산터널   | 경상북도 안동시 길안면 현하리 | 671m   | 2016년    | 영덕 방면 |
| 길안1터널  | 경상북도 안동시 길안면 만음리 | 368m   | 2016년    | 서산 방면 |
| 길안1터널  | 경상북도 안동시 길안면 만음리 | 398m   | 2016년    | 영덕 방면 |
| 길안2터널  | 경상북도 안동시 길안면 묵계리 | 757m   | 2016년    | 서산 방면 |
| 길안2터널  | 경상북도 안동시 길안면 묵계리 | 797m   | 2016년    | 영덕 방면 |
| 길안3터널  | 경상북도 안동시 길안면 배방리 | 1,220m | 2016년    | 서산 방면 |
| 길안3터널  | 경상북도 안동시 길안면 배방리 | 1,237m | 2016년    | 영덕 방면 |
| 길안4터널  | 경상북도 안동시 길안면 배방리 | 613m   | 2016년    | 서산 방면 |
| 길안4터널  | 경상북도 안동시 길안면 배방리 | 658m   | 2016년    | 영덕 방면 |
| 사일산터널 | 경상북도 청송군 파천면 지경리 | 2,487m | 2016년    | 서산 방면 |
| 사일산터널 | 경상북도 청송군 파천면 지경리 | 2,562m | 2016년    | 영덕 방면 |
| 파천1터널  | 경상북도 청송군 파천면 관리   | 781m   | 2016년    | 서산 방면 |
| 파천1터널  | 경상북도 청송군 파천면 관리   | 912m   | 2016년    | 영덕 방면 |
| 파천2터널  | 경상북도 청송군 파천면 옹점리 | 920m   | 2016년    | 서산 방면 |
| 파천2터널  | 경상북도 청송군 파천면 옹점리 | 876m   | 2016년    | 영덕 방면 |
| 파천3터널  | 경상북도 청송군 파천면 옹점리 | 939m   | 2016년    | 서산 방면 |
| 파천3터널  | 경상북도 청송군 파천면 옹점리 | 945m   | 2016년    | 영덕 방면 |
| 진보터널   | 경상북도 청송군 진보면 신촌리 | 1,961m | 2016년    | 서산 방면 |
| 진보터널   | 경상북도 청송군 진보면 신촌리 | 1,872m | 2016년    | 영덕 방면 |
| 지품1터널  | 경상북도 청송군 진보면 괴정리 | 981m   | 2016년    | 서산 방면 |
| 지품1터널  | 경상북도 청송군 진보면 괴정리 | 985m   | 2016년    | 영덕 방면 |
| 지품2터널  | 경상북도 영덕군 지품면 지품리 | 700m   | 2016년    |           |
| 지품3터널  | 경상북도 영덕군 지품면 지품리 | 632m   | 2016년    | 서산 방면 |
| 지품3터널  | 경상북도 영덕군 지품면 지품리 | 624m   | 2016년    | 영덕 방면 |
| 지품4터널  | 경상북도 영덕군 지품면 복곡리 | 362m   | 2016년    | 서산 방면 |
| 지품4터널  | 경상북도 영덕군 지품면 복곡리 | 352m   | 2016년    | 영덕 방면 |
| 지품5터널  | 경상북도 영덕군 지품면 수암리 | 67m    | 2016년    | 영덕 방면 |
| 지품6터널  | 경상북도 영덕군 지품면 낙평리 | 1,193m | 2016년    | 서산 방면 |
| 지품6터널  | 경상북도 영덕군 지품면 낙평리 | 1,140m | 2016년    | 영덕 방면 |
| 지품7터널  | 경상북도 영덕군 지품면 송천리 | 145m   | 2016년    | 서산 방면 |
| 지품7터널  | 경상북도 영덕군 지품면 송천리 | 174m   | 2016년    | 영덕 방면 |
| 지품8터널  | 경상북도 영덕군 지품면 송천리 | 83m    | 2016년    | 서산 방면 |
| 지품8터널  | 경상북도 영덕군 지품면 송천리 | 121m   | 2016년    | 영덕 방면 |
| 지품9터널  | 경상북도 영덕군 지품면 송천리 | 323m   | 2016년    | 서산 방면 |
| 지품9터널  | 경상북도 영덕군 지품면 송천리 | 339m   | 2016년    | 영덕 방면 |
| 지품10터널 | 경상북도 영덕군 지품면 용덕리 | 423m   | 2016년    | 서산 방면 |
| 지품10터널 | 경상북도 영덕군 지품면 용덕리 | 403m   | 2016년    | 영덕 방면 |
| 달산1터널  | 경상북도 영덕군 지품면 용덕리 | 727m   | 2016년    | 서산 방면 |
| 달산1터널  | 경상북도 영덕군 달산면 인곡리 | 753m   | 2016년    | 영덕 방면 |
| 달산2터널  | 경상북도 영덕군 달산면 대지리 | 1,624m | 2016년    | 서산 방면 |
| 달산2터널  | 경상북도 영덕군 달산면 대지리 | 1,612m | 2016년    | 영덕 방면 |
| 달산3터널  | 경상북도 영덕군 달산면 대지리 | 1,370m | 2016년    | 서산 방면 |
| 달산3터널  | 경상북도 영덕군 달산면 대지리 | 1,357m | 2016년    | 영덕 방면 |
| 영덕터널   | 경상북도 영덕군 달산면 흥기리 | 2,860m | 2016년    | 서산 방면 |
| 영덕터널   | 경상북도 영덕군 강구면 상직리 | 2,813m | 2016년    | 영덕 방면 |

### 교량
| 당진 ~ 청주 구간(호남고속도로지선, 경부고속도로 중첩 구간 포함) - 사기소교 - 삼웅교 - 성하2교 - 원동1교 - 원동2교 - 몽곡교 - 자개2교 - 고덕2교 - 고덕3교 - 대천천교 - 석곡1교 - 용리1교 - 용리2교 - 삽교천교 - 하포교 - 분천1교 - 분천2교 - 분천3교 - 좌방1교 - 좌방2교 - 신석육교 - 월곡교 - 신장1교 - 신장2교 - 신장3교 - 예산대교 - 손지교 - 탄방교 - 서계양교 - 녹문교 - 신양1교 - 신양2교 - 대덕교 - 차동1교 - 차동2교 - 녹천1교 - 녹천2교 - 승지교 - 유구1교 - 유구2교 - 화흥1교 - 화흥2교 - 화흥3교 - 해월교 - 해월1교 - 호계교 - 새들교 - 홍천교 - 동대교 - 방문교 - 상서교 - 도천1교 - 도천2교 - 신웅대교 - 귀산교 - 정안천교 - 청룡1교 - 청룡2교 - 하봉2교 - 은용교 - 산악3교 - 대교천교 - 송원교 - 금강교 - 용수천교 - 안산1교 - 안산2교 - 유성교 - 하기1교 - 하기2교 - 하기3교 - 탄동교 - 장동교 - 설목육교 - 화암교 - 갑천대교 - 상서1교 - 석봉육교 - 금강1교 - 매봉철육교 - 매봉1육교 - 선동교 - 시동교 - 죽전교 - 죽암교 - 남이교 - 남이육교 | 청주 ~ 영덕 구간(영천상주고속도로 중첩 구간 포함) - 척산2교 - 척산3교 - 척산4교 - 남계1교 - 남계2교 - 남계3교 - 국전교 - 삼항1교 - 문의교 - 노현교 - 용촌교 - 회인교 - 부수1교 - 부수2교 - 회인대교 - 건천교 - 수리티교 - 차정교 - 동정교 - 보청교 - 교암1교 - 교암2교 - 성리교 - 소계교 - 금굴교 - 보청천교 - 상장1교 - 상장2교 - 삼가천교 - 봉비교 - 불목1교 - 수문교 - 갈평교 - 구병산교 - 평온교 - 상릉교 - 금산교 - 달천1교 - 달천2교 - 달천3교 - 지산1교 - 지산2교 - 화서교 - 삼곡교 - 서원1교 - 서원2교 - 서원3교 - 서원4교 - 고곡1교 - 고곡2교 - 내서1교 - 내서2교 - 능암교 - 지사교 - 가장교 - 병성천1교 - 병성천2교 - 지천2교 - 지천3교 - 지천4교 - 운평1교 - 운평2교 - 서제교 - 도덕1교 - 도덕2교 - 삼춘1교 - 장림천교 - 길안천교 - 묵계1교 - 용계천교 - 용전천교 - 서시천교 - 지품2교 - 오십천1교 - 오십천2교 - 용덕천교 - 소서천교 - 대서천교 |

## 구간 과속 단속 구간
- 예산 휴게소 ~ 예산수덕사 나들목 구간 (서산 방면 6.6km)[44]
- 지품8터널 ~ 영덕터널 : 양방향 10.2km (2016년 12월 26일 시행)
- 동정교 ~ 문의교(문의청남대 나들목) : 양방향 15.2km
- 2020년 화서나들목~남상주나들목 : 양방향 19km
- 2022년 보은나들목~내서3터널 : 양방향 35.7km

## 나들목 · 분기점
- 여기서 숫자는 진출입교차점 (IC 및 JC) 번호이고, TG는 요금소(Tollgate), SA는 휴게소(Service Area)를 뜻한다.
- 거리의 단위는 km이다.
- 중첩 구간은 번호란의 배경색을 참조.
- 누적 거리는 서산 ~ 당진 구간과 당진 ~ 대전 구간, 호남고속도로지선 중첩 구간, 경부고속도로 중첩 구간, 청주 ~ 상주 구간, 상주 ~ 영덕 구간을 모두 합친 것이다.
  - 연한 파란색(■): 호남고속도로지선 중첩 구간
  - 연한 초록색(■): 경부고속도로 중첩 구간
  - 연한 하늘색(■): 영천상주고속도로 중첩 구간

| 번호    | 이름                | 로마자 이름              | 구간 거리 | 누적 거리 | 접속 노선 | 소재지         | 소재지         | 비고                                                                                            |
| 공사중  | 공사중              | 공사중                   | 공사중    | 공사중    | 공사중 | 공사중         | 공사중         | 공사중                                                                                          |
| ------- | ------------------- | ------------------------ | --------- | --------- | --- | -------------- | -------------- | ----------------------------------------------------------------------------------------------- |
| 1       | 당진 분기점         | Dangjin JC               | -         | 25.80     | 15호선 서해안고속도로                                                                                        | 충청남도       | 당진시         |                                                                                                 |
| 2       | 면천                | Myeoncheon               | 4.04      | 29.84     | 국가지원지방도 제70호선 (면천로) 아미로                                                                      | 충청남도       | 당진시         |                                                                                                 |
| SA      | 면천휴게소          | Myeoncheon SA            |           |           | | 충청남도       | 당진시         | 양방향 임시 휴게소                                                                              |
| 3       | 고덕                | Godeok                   | 8.66      | 38.50     | 국도 제40호선 (예덕로)                                                                                       | 충청남도       | 예산군         |                                                                                                 |
| 4       | 예산수덕사          | Yesan-Sudeoksa           | 11.68     | 50.18     | 국도 제21호선 (충서로)                                                                                       | 충청남도       | 예산군         |                                                                                                 |
| 4-1     | 예산 분기점         | Yesan JC                 |           |           | 17호선 익산평택고속도로                                                                                      | 충청남도       | 예산군         |                                                                                                 |
| SA      | 예산휴게소          | Yesan SA                 |           |           | | 충청남도       | 예산군         | 양방향                                                                                          |
| 5       | 신양                | Sinyang                  | 12.51     | 62.69     | 국가지원지방도 제70호선 (청신로)                                                                             | 충청남도       | 예산군         |                                                                                                 |
| 6       | 유구                | Yugu                     | 10.53     | 73.22     | 국도 제39호선 (금계산로)                                                                                     | 충청남도       | 공주시         |                                                                                                 |
| SA      | 신풍휴게소          | Sinpung SA               |           |           | | 충청남도       | 공주시         | 양방향 임시 휴게소                                                                              |
| 7       | 마곡사              | Magoksa                  | 9.14      | 82.36     | 국도 제32호선 (차동로)                                                                                       | 충청남도       | 공주시         | 영덕방향 진입과 서산방향 진출만 가능                                                            |
| 8       | 서공주 분기점       | W.Gongju JC              | 3.79      | 86.15     | 151호선 서천공주고속도로                                                                                     | 충청남도       | 공주시         |                                                                                                 |
| 9       | 공주 분기점         | Gongju JC                | 2.67      | 88.82     | 25호선 논산천안고속도로                                                                                      | 충청남도       | 공주시         | 서산방향의 경우 논산천안고속도로(천안방향) 진출 불가능                                          |
| 10      | 공주                | Gongju                   | 2.87      | 91.69     | 25호선 논산천안고속도로 국도 제23호선 (차령로) 국도 제32호선 (금벽로) 국도 제36호선 (차동로·차령로) 백제큰길 | 충청남도       | 공주시         | 북공주 분기점과 연계 영덕방향의 경우 논산천안고속도로(천안방향) 진출 불가능                     |
| SA      | 공주휴게소          | Gongju SA                |           |           | | 충청남도       | 공주시         | 양방향                                                                                          |
|         | 세종 분기점         | Sejong JC                |           |           | 29호선 세종포천고속도로                                                                                      | 세종특별자치시 | 세종특별자치시 | 미개통                                                                                          |
| 11      | 서세종              | W.Sejong                 | 7.00      | 98.69     | 국도 제36호선 (장기로)                                                                                       | 세종특별자치시 | 세종특별자치시 | 구 동공주 나들목                                                                                |
| 12      | 남세종              | S.Sejong                 | 12.56     | 111.25    | 국도 제1호선 (세종로) 북유성대로                                                                             | 세종특별자치시 | 세종특별자치시 | 구 북유성 나들목                                                                                |
| 13      | 유성 분기점         | Yuseong JC               | 6.13      | 117.38    | 251호선 호남고속도로지선                                                                                     | 대전광역시     | 유성구         |                                                                                                 |
|         | 북대전              | N.Daejeon                | 4.61      | 121.99    | 국가지원지방도 제32호선 (대덕대로) 국가지원지방도 제57호선 (대덕대로)                                        | 대전광역시     | 유성구         |                                                                                                 |
|         | 회덕 분기점         | Hoedeok JC               | 3.61      | 125.60    | 1호선 경부고속도로 251호선 호남고속도로지선                                                                  | 대전광역시     | 대덕구         |                                                                                                 |
| SA      | 신탄진휴게소        | Sintanjin SA             |           |           | | 대전광역시     | 대덕구         | 영덕방향                                                                                        |
|         | 신탄진              | Sintanjin                | 4.08      | 129.68    | 국도 제17호선 (신탄진로) 신탄진로681번길                                                                     | 대전광역시     | 대덕구         |                                                                                                 |
| SA      | 죽암휴게소          | Jugam SA                 |           |           | | 충청북도       | 청주시         | 양방향                                                                                          |
|         | 남청주              | S.Cheongju               | 11.08     | 140.76    | 국도 제17호선 (청남로) 국가지원지방도 제96호선 (연청로·청남로)                                               | 충청북도       | 청주시         | 구 청원 나들목                                                                                  |
| 17      | 청주 분기점         | Cheongju JC              | 3.50      | 144.26    | 1호선 경부고속도로                                                                                           | 충청북도       | 청주시         | 구 청원 분기점                                                                                  |
| SA      | 문의청남대휴게소    | Munui-Cheongnamdae SA    |           |           | | 충청북도       | 청주시         | 양방향,화물차 특화 휴게소                                                                       |
| 18      | 문의청남대          | Munui-Cheongnamdae       | 8.10      | 152.36    | 국가지원지방도 제32호선 (미천고은로)                                                                         | 충청북도       | 청주시         | 구 문의 나들목                                                                                  |
| 19      | 회인                | Hoein                    | 10.70     | 163.06    | 국도 제25호선 (보청대로)                                                                                     | 충청북도       | 보은군         |                                                                                                 |
| 20      | 보은                | Boeun                    | 10.82     | 173.88    | 국도 제37호선 (옥천 ~ 보은간 도로) (국도 제19호선 (남부로)                                                   | 충청북도       | 보은군         |                                                                                                 |
| 21      | 속리산              | Songnisan                | 5.98      | 179.86    | 국도 제25호선 (보청대로)                                                                                     | 충청북도       | 보은군         |                                                                                                 |
| SA 21-1 | 속리산휴게소 구병산 | Songnisan SA Gubyeongsan | 7.70      | 187.56    | 국도 제25호선 (보청대로)                                                                                     | 충청북도       | 보은군         | 서산방향 하이패스 전용 나들목 서산방향 진출입만 가능                                            |
| SA      | 화서휴게소          | Hwaseo SA                |           |           | | 경상북도       | 상주시         | 영덕방향                                                                                        |
| 22      | 화서                | Hwaseo                   | 8.53      | 196.09    | 영남제일로(국도 제25호선 국가지원지방도 제49호선)                                                            | 경상북도       | 상주시         |                                                                                                 |
| 23      | 남상주              | S.Sangju                 | 18.95     | 215.04    | 국도 제3호선 (경상대로)                                                                                      | 경상북도       | 상주시         |                                                                                                 |
| 24      | 낙동 분기점         | Nakdong JC               | 8.64      | 223.68    | 45호선 중부내륙고속도로                                                                                      | 경상북도       | 상주시         |                                                                                                 |
| 25      | 상주 분기점         | Sangju JC                | 3.83      | 227.51    | 301호선 영천상주고속도로                                                                                     | 경상북도       | 상주시         | 서산방향의 경우 영천상주고속도로(영천방향) 진출 불가능 영덕방향 직진 시 영천상주고속도로와 직결 |
| 26      | 동상주              | E.Sangju                 | 2.01      | 229.52    | 국도 제25호선 (낙동대로) 국도 제59호선 (상주다인로·영남제일로)                                               | 경상북도       | 상주시         |                                                                                                 |
| 27      | 서의성              | W.Uiseong                | 10.89     | 240.41    | 국도 제28호선 (서부로)                                                                                       | 경상북도       | 의성군         |                                                                                                 |
| SA      | 의성휴게소          | Uiseong SA               |           |           | | 경상북도       | 의성군         | 양방향                                                                                          |
| 28      | 안동 분기점         | Andong JC                | 20.02     | 260.43    | 55호선 중앙고속도로                                                                                          | 경상북도       | 안동시         |                                                                                                 |
| 29      | 북의성              | N.Uiseong                | 6.10      | 266.53    | 경북대로(국도 제5호선 지방도 제914호선)                                                                      | 경상북도       | 의성군         |                                                                                                 |
| SA      | 점곡휴게소          | Jeomgok SA               |           |           | | 경상북도       | 의성군         | 임시휴게소 양방향(2025년 3월 대한민국 산불로 인하여 전소됨)                                     |
| 30      | 동안동              | E.Andong                 | 19.16     | 285.69    | 국도 제35호선 (만음현하로·충효로)                                                                            | 경상북도       | 안동시         |                                                                                                 |
| SA      | 청송휴게소          | Cheongsong SA            |           |           | | 경상북도       | 청송군         | 양방향 임시 휴게소                                                                              |
| 31      | 청송                | Cheongsong               | 13.15     | 298.84    | 국도 제31호선 (청송로)                                                                                       | 경상북도       | 청송군         |                                                                                                 |
| 32      | 동청송영양          | E.Cheongsong-Yeongyang   | 9.67      | 308.51    | 국도 제34호선 (경동로)                                                                                       | 경상북도       | 청송군         |                                                                                                 |
| 33      | 영덕 분기점         | Yeongdeok Junction       |           |           | 65호선 동해고속도로                                                                                          | 경상북도       | 영덕군         | 미개통                                                                                          |
| TG      | 영덕 요금소         | Yeongdeok TG             |           |           | | 경상북도       | 영덕군         | 본선요금소                                                                                      |
| 34      | 영덕                | Yeongdeok                | 26.90     | 335.41    | 국도 제7호선 (동해대로)                                                                                      | 경상북도       | 영덕군         |                                                                                                 |

## 주요 통과지
충청남도
- 서산시 대산읍 - 당진시 (대호지면 - 정미면 - 사기소동 - 면천면) - 예산군 (봉산면 - 고덕면 - 삽교읍 - 오가면 - 응봉면 - 대흥면 - 산양면) - 공주시 (유구읍 - 신풍면 - 사곡면 - 우성면 - 월미동 - 우성면 - 의당면)

세종특별자치시
- 장군면 - 연기면

충청남도
- 공주시 반포면

세종특별자치시
- 장군면 - 금남면

대전광역시
- 유성구 (안산동 - 외삼동 - 반석동 - 외삼동 - 하기동 - 자운동 - 장동 - 방현동 - 화암동 - 관평동 - 용산동 - 탑립동 - 전민동) - 대덕구 (신대동 - 와동 - 상서동 - 덕암동 - 목상동 - 석봉동)

충청북도
- 청주시 (서원구 (현도면 - 남이면) - 상당구 (문의면 - 가덕면)) - 보은군 (회인면 - 수한면 - 보은읍 - 탄부면 - 장안면 - 마로면)

경상북도
- 상주시 (화남면 - 화서면 - 내서면 - 외남면 - 개운동 - 가장동 - 양촌동 - 지천동 - 오대동 - 거동동 - 낙동면) - 의성군 (단밀면 - 단북면 - 안계면 - 안사면 - 안평면) - 안동시 일직면 - 의성군 (단촌면 - 점곡면 - 옥산면) - 안동시 길안면 - 청송군 (파천면 - 진보면) - 영덕군 (지품면 - 달산면 - 강구면 - 영덕읍)

## 연장

### 당진 ~ 서산 연장
- 서산시에서는 현재 기점인 당진 분기점에서 서산시 대산읍의 대산항으로 총 연장 24.3 km 구간을 연장하여 기점을 연장해줄 것을 정부에 지속적으로 요구를 하였다.[47][48] 최근에 대산당진고속도로는 기획재정부가 진행한 국가 재정사업평가자문회의에서 2015년 상반기 예비타당성조사 대상 사업으로 선정이 되어서 사업 진행에 탄력을 받게 되었다.[49]

- 예타가 통과되어 실시설계 후[50] 2023년 11월 27일에 착공되었다.

## 같이 보기
- 서천공주고속도로
- 영천상주고속도로